# Garlasco
Garlasco (Garlàsch in dialetto lomellino) è un comune italiano di 9 603 abitanti della provincia di Pavia in Lombardia.
Il paese, uno dei maggiori della Lomellina, è noto per il Santuario della Madonna della Bozzola situato a 2,5 km dal centro e meta di pellegrinaggi religiosi. È inoltre noto a livello popolare col nome di "Las Vegas della Lomellina" o "Las Vegas della Lombardia" in virtù dell'alta concentrazione di attività ricreative che fin dagli anni '60 l'hanno contraddistinto.

## Geografia fisica
Si trova nella Lomellina centro-orientale, a poca distanza dalla riva sinistra del Terdoppio e non lontano dal ciglio del terrazzo della valle alluvionale del Ticino.
Il territorio è quasi esclusivamente pianeggiante, solcato da canali irrigui artificiali realizzati dall'uomo già dal XIX secolo, nonché da rogge ad acqua perenne che permettono la coltura del riso e coltivazioni intensive di cereali, mais e foraggi. Tali caratteristiche geografiche sono la principale causa del clima continentale umido che caratterizza la città: nel periodo invernale è sovente presente la nebbia, mentre nel periodo estivo il territorio è soggetto ad afa con sovrastanti foschie.

## Storia
Di probabile origine preromana (almeno a giudicare dal nome), è citato fin dal X secolo; nel 981 fu donato dall'imperatore Ottone II al monastero di San Salvatore di Pavia, a quell'epoca tra i massimi possidenti della zona. Nel XII secolo, se non prima, entrò a far parte dei domini pavesi, sotto i quali fu sede di podesteria, restando a lungo (come d'altra parte gli altri centri maggiori del territorio pavese) libero da signorie feudali. Nel 1356, durante la guerra tra Pavia ed i Visconti, Garlasco fu assediata dalle forze dei signori di Milano e, dopo un duro assedio, conquistata. Solo nel 1436 il conte palatino Guarnerio Castiglioni fu investito di Garlasco da Filippo Maria Visconti, e il feudo rimase poi ai suoi discendenti, divisi in più linee che ebbero la consignoria su Garlasco; solo Alessandro Castiglioni nel 1761 riunificò il potere nelle sue mani; suo nipote Alfonso Gaetano nel 1774 ebbe il titolo di Conte di Garlasco, ma fu anche l'ultimo feudatario, poiché il feudalesimo fu abolito nel 1797.

### Simboli

Bandiera comunale

Lo stemma è stato riconosciuto con decreto del capo del governo del 19 aprile decreto 1933.
Il gonfalone, concesso con D.P.R. del 29 ottobre 1986, è un drappo troncato di bianco e amaranto.

## Monumenti e luoghi d'interesse

### Architetture religiose

#### Chiesa parrocchiale di Santa Maria Assunta

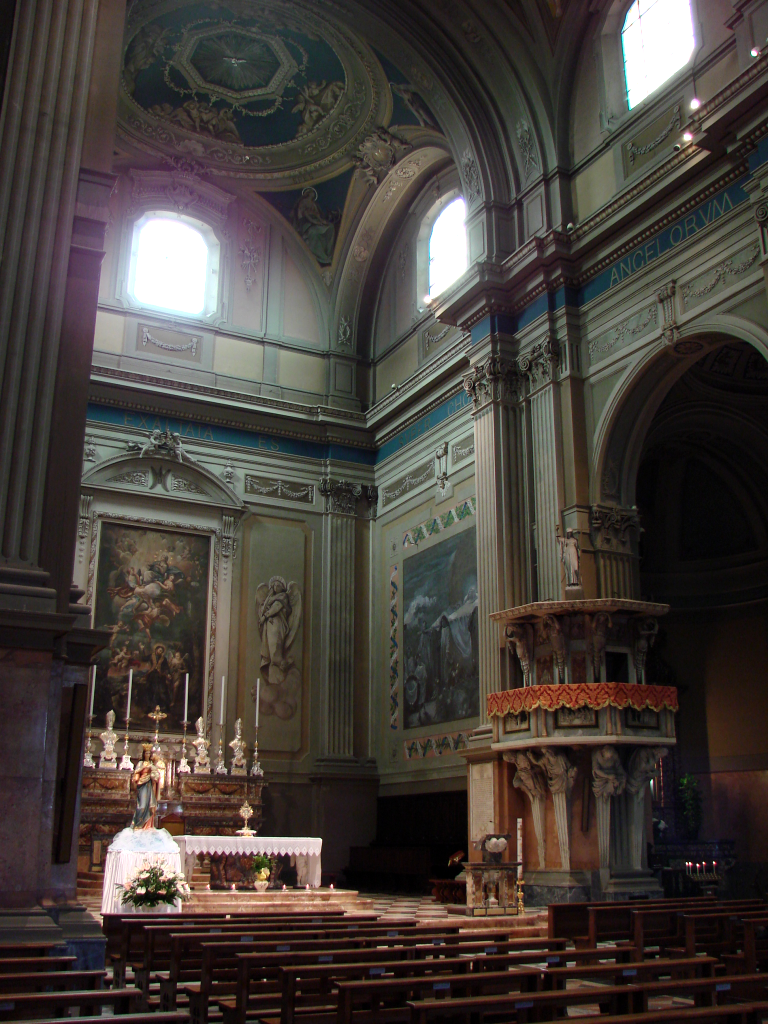
Chiesa di Santa Maria, l'interno

Nella centrale piazza della Repubblica si trova la chiesa parrocchiale di Garlasco, di proprietà del Comune, intitolata alla Beata Vergine Assunta e a san Francesco Saverio. La chiesa attuale, di stile corinzio, a tre navate con grandiosa cupola, venne costruita tra il 1715 e il 1783 sui resti della primitiva chiesa di Santa Maria intra muros, di cui restano tracce nel basamento del campanile nonché nelle pitture quattrocentesche tuttora presenti all'esterno dell'abside.
La facciata è stata ultimata nel 1931, sulla quale si aprono i tre ingressi insistenti sulle tre rispettive navate dell'interno, dotate di notevoli coperture miste.
L'altare maggiore, rinnovato nel 1979, è realizzato in pregiati marmi policromi, tra cui macchia vecchia, giallo di Siena e verde di Seravezza; la pala raffigura l'Assunzione di Maria e san Francesco Saverio. Di notevole interesse è lo splendido pulpito marmoreo, donato nel 1818 dal prevosto, monsignor Amedeo Cecconi: è ornato di bassorilievi che rappresentano il Primato di Pietro, la Disputa di Gesù al tempio e la predicazione di Giovanni Battista.
A sinistra e a destra si possono ammirare i grandiosi altari laterali, rispettivamente della Madonna del Rosario (ornato con dipinti dei Misteri realizzati da Achille Savoia) e del Suffragio, con un grande bassorilievo in stucco raffigurante la Vergine e le anime purganti. Vi è pure un affresco di Biagio Canevari raffigurante l'apparizione di Maria a Lourdes, ed un grande crocifisso ligneo risalente al 1300.
In controfacciata si trova l'organo, costruito nel 1896 dai fratelli Lingiardi, rinomati organari pavesi; di fattura eccellente, esso conta 1737 canne ed è dotato di due tastiere, per il grand'organo e per l'organo eco, o cassa armonica. La trasmissione è interamente meccanica. Sul parapetto della cantoria si possono leggere alcune iscrizioni "storiche", come quella del parroco, monsignor Giuseppe Sanpietro, a proposito dell'eccentrico organista Bormioli: "Hanno dato dell'asino al maestro Bormioli, ora professore al Conservatorio di Milano: a perenne memoria di tanto disparato giudizio - 1907".
Il campanile è alto 42 metri, ed è il secondo più alto della città. Possiede un concerto di 8 campane in Do3 fuse da Carlo Ottolina nel 1976.

#### Chiesa di San Rocco
Del XVI secolo è la chiesa di San Rocco, posta sul retro della chiesa di Santa Maria Assunta. Venne fatta costruire dal conte Giovanni Castiglioni nel 1570; era dotata di molti beni artistici depredati nel 1813 dalle truppe napoleoniche, ed ancora oggi è retta dalla Confraternita che in passato fondò l'ospedale di San Rocco.
Internamente, vi sono affreschi e decorazioni di artisti locali (Canevari, Panzarasa, Sampietro, Pedrinelli). IL campanile alto poco meno di quello della parrocchiale, 41 metri, possiede un concerto di 3 campane in La3 minore, fuse da Barigozzi nel 1883.

#### Santuario della Madonna della Bozzola

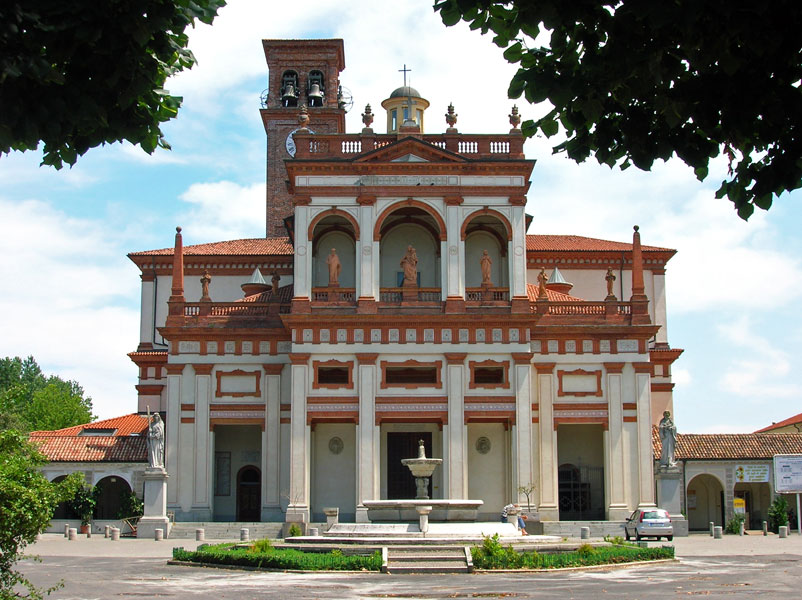
Il santuario della Madonna della Bozzola

L'origine del santuario è da ricondurre a un evento miracoloso avvenuto, secondo la tradizione, nel 1465: una bambina tredicenne di Garlasco di nome Maria, sordomuta, si trovava al pascolo con gli animali del padre. Il luogo era allora circondato da cespugli di biancospino (in dialetto locale buslà, parola dalla cui traslitterazione in italiano deriva il nome Bozzola). All'improvviso si scatenò un forte temporale e Maria cercò riparo sotto una piccola cappella, dove si trovava un affresco della Beata Vergine Maria dipinto da Agostino da Pavia, ex voto alla Madonna per essere stato tratto in salvo mentre stava per annegare nel fiume Ticino. Secondo la narrazione, a un certo punto la ragazzina vide la Beata Vergine Maria apparire in un globo di luce, affidandole una missione: "Maria Benedetta, vai a dire alla gente di Garlasco, che voglio qui un santuario a protezione di tutta la Lomellina. Saranno tante le grazie che io farò in questo luogo, che i miei figli esperimenteranno i tesori delle mie misericordie. Come segno che ti sono apparsa tu hai già udito il mio messaggio, ora lo porterai alla gente di Garlasco". Dopo aver fatto ritorno a Garlasco, Maria (che da quel momento fu chiamata Maria Benedetta), non più sordomuta, narrò l'accaduto alla popolazione, che le credette quando la vide guarita. La bambina, cresciuta, si ritirò nel monastero retto dalle monache di clausura, sito al confine del territorio di Garlasco, tra Tromello e Alagna, in prossimità del torrente Terdoppio.
In seguito all'episodio fu dato inizio all'edificazione dell'attuale santuario, costruendo dapprima una chiesetta in corrispondenza del presbiterio, seguita da un primo ampliamento della struttura risalente al Seicento. Nel 1662 venne costruita la torre campanaria e nel 1720 la cupola ottagonale, che verrà terminata negli anni successivi. Nel 1860 venne prolungata la navata e furono aperti il braccio destro e il sinistro. Nel 1890 fu costruita la facciata su disegno di Marietti; tuttavia nel giro di alcuni anni fu abbattuta in quanto non si dimostrò soddisfacente, e venne pertanto rifatta nel 1897 su disegno dell'ingegner Nava di Milano. La nuova struttura fu decorata con statue in cotto di Provini di Milano e di Repellini di Cremona, mentre su due basamenti di granito vennero poste due statue in cemento, raffiguranti la Fede e la Speranza, realizzate della ditta Rossi Speluzzi di Milano. Nel 1927 il santuario è stato insignito del titolo di basilica minore. Numerosissimi i pellegrinaggi e il legame con molti altri siti mariani, come il vicino Santuario arcivescovile della Beata Vergine dei Miracoli di Corbetta. Il campanile è alto 43 metri ed è il più alto della città, superando di poco quelli della Parrocchiale e di San Rocco. Possiede un concerto di 10 campane (9 + 1 semitono) in Sib2, fuse da Capanni nel 2002, che eseguono il concerto più grande di Garlasco.

### Architetture civili e militari

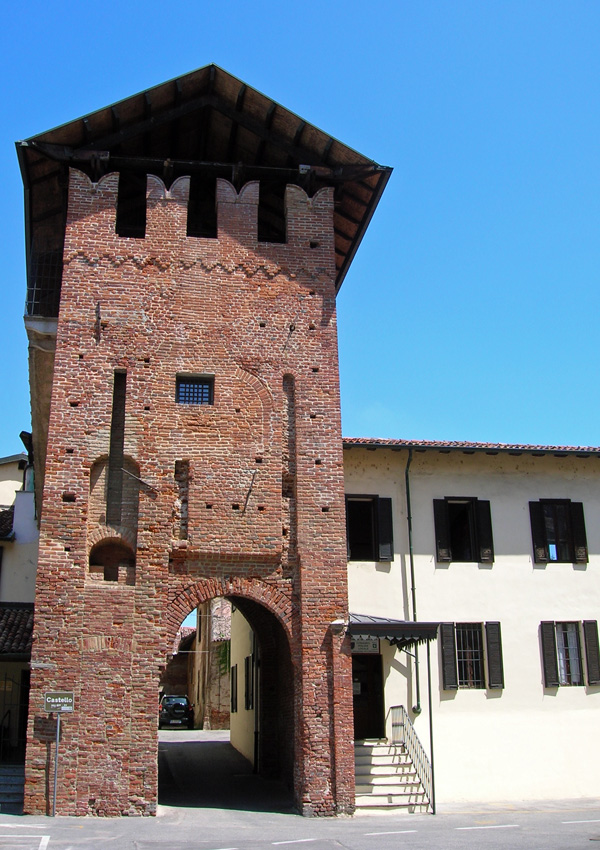
Il castello

- Castello - La presenza di fortilizi medioevali originò, a cavallo tra il XIV e il XV secolo, uno dei castelli più importanti della Lomellina, tanto da essere detto, all'epoca, Propugnaculum Papiæ. La struttura era quella tipica lombardo-viscontea, a pianta quadrata con corte interna e torri quadrangolari agli angoli. Il castello venne saccheggiato e devastato più volte, in particolare nel 1524 quando venne quasi completamente raso al suolo. Ricostruito e rivisitato architettonicamente e funzionalmente nel corso dei secoli, del castello originario non vi è quasi più traccia: l'unica testimonianza tangibile è data dal torrione posto alle spalle della piazza (anch'esso commistione di stili diversi), oltre ad alcuni resti delle fondazioni ed una piccola torre.
- Teatro Martinetti - Costruito presumibilmente intorno al 1830 come teatro sociale, fu progettato dal geometra Giuseppe Martinetti e dal figlio Cesare, ingegnere, che fecero anche parte della prima gestione societaria; venne costruito in un periodo molto fortunato per l'opera, quando i teatri venivano costruiti, soprattutto in provincia, ad imitazione dei grandi teatri d'opera ottocenteschi. Rimodernato ed ampliato nel 1887 passò all'amministrazione comunale, che cominciò anche a gestirne il calendario: opera e operetta, concerti, ma anche beneficenza furono le attività prevalenti del teatro, che viveva un periodo di notevole splendore. La struttura venne intitolata intorno al 1920 a Francesco Martinetti, figlio di Cesare, che dall'Argentina era rientrato in Italia per combattere nella prima guerra mondiale, dove cadde. Con l'avvento del cinematografo, il teatro subì un lento declino fino agli anni cinquanta, quando venne riconvertito in sala da ballo. Negli anni settanta il teatro perse definitivamente il suo status di locale pubblico, e diventò dapprima sede di partito politico, quindi magazzino e infine abbandonato perché fatiscente. Tuttavia nel 1977 l'amministrazione comunale decise di recuperare il teatro, e dopo trent'anni di lavori di riqualificazione e restauro, il teatro venne re-inaugurato nel 2006. Attualmente il teatro può contenere circa 250 persone, e la tradizione imitativa ottocentesca ha fatto sì che l'interno ricordi, molto più in piccolo, il teatro alla Scala di Milano. A pianta circolare, ha due ordini di palchetti oltre al loggione, ed una platea da circa 70 posti. Il teatro ha l'ingresso nella via della Trinità, e la facciata presenta vari motivi classici di architettura rinascimentale.
- Piazza della Repubblica - In origine progettata per essere composta da quattro ali con portici, vennero inizialmente realizzata solo quella settentrionale (che ha incluso il vecchio palazzo comunale) e quella orientale. Nel 1954 venne realizzata la parte occidentale, in stile completamente dissonante con quello già realizzato, mentre la parte meridionale non venne mai realizzata.

### Aree naturali

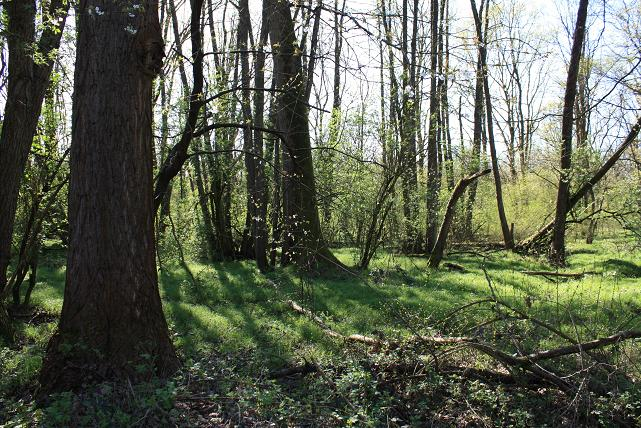
Bosco di ontano nero nei boschi del Vignolo.

Il territorio del comune è incluso nel parco naturale lombardo della Valle del Ticino, mentre in frazione Bozzola è presente l'area protetta del Bosco del Vignolo, una ex discarica e poi pista da motocross, oggi trasformata in un bosco con risorgive e una vasta quantità di alberi e fiori.

## Via Francigena
L'abitato ed il Santuario della Madonna della Bozzola si trovano sul percorso storico della Via Francigena in Lombardia, proveniente da Tromello e successivamente dirigentesi verso Gropello Cairoli.

## Società

### Evoluzione demografica
Abitanti censiti

## Cultura

### Settembre Bozzolese
Tradizionale festa garlaschese del mese di settembre con la presenza di concerti, stand gastronomici e mostre.

## Geografia antropica

### Frazioni
- Madonna della Bozzola o Bozzola, è la frazione di Garlasco con il maggior numero di abitanti (circa 600). Il nome "Bozzola" deriva dal nome in dialetto Buslà (in italiano "fiori di biancospino"), cioè il cespuglio dove, secondo la leggenda, sarebbe apparsa la Madonna. È nota per il santuario della Madonna della Bozzola (del 1465), uno dei più grandi e importanti della Lomellina, è meta di numerosi pellegrinaggi religiosi. Fino alla prima metà degli anni '90, nell'edificio a fianco al santuario ci fu un asilo infantile delle suore missionarie del "Beato Francesco Pianzola". Verso la frazione Cascina Cabassa, è situata l'oasi naturale del Bosco del Vignolo.
- Aurelio e San Biagio, 400 abitanti, comprendente l'attuale frazione San Biagio, il cui abitato è raccolto in parte sul ciglio del verone che domina la valle alluvionale del Ticino, e in parte a fondo valle, è noto fin dal 1250. Retto in Signoria e affidata a Vedasto, a titolo di compenso per i servigi resi a Carlo V, nella battaglia di Pavia, successivamente fu comune autonomo fino alla soppressione nel 1818, anno in cui si unì definitivamente a Garlasco. La frazione è provveduta di cimitero proprio già dal 1890 e la chiesa dedicata a San Biagio è stata elevata al rango di parrocchia nel 1936, a seguito della scissione avvenuta con la Chiesa madre di Parasacco. Cascina Bella, Cascina Carlina, Cascina Campasso, Cascina Viola, Cascina Guastina, Cascina Mantovazza, Cascina Barbesina, Cascina Ancora, Cascina Nuova, sono agglomerati rurali tuttora esistenti, un tempo molto popolosi, convergenti sulla frazione di San Biagio.
- La Cascina Cabassa, una delle frazioni più piccole del comune (15 abitanti) è nota per la fonte di "acqua miracolosa" posta poco distante dall'abitato, meta di pellegrinaggi turistici.
- Cascina Fornazzo o località Fornazzo, è una tipica cascina lombarda del 1800 poco distante dal parco naturale del Bosco del Vignolo; fu denominata "Cascina Fornazzo" per causa dell'antico forno di notevoli dimensioni che doveva essere presente in cascina per soddisfare il fabbisogno di tutte le famiglie delle campagne circostanti.

## Economia
Il territorio ha una storia prevalentemente agricola con terreni irrigabili per allagamento, basata sulla coltivazione del riso e sull'allevamento. Tuttavia già erano presenti dal XIX secolo diversi opifici per la pilatura del riso e molini. Dal secondo dopoguerra ha avuto un notevole sviluppo la piccola industria legata al settore calzaturiero, sebbene dalla fine del XX secolo la delocalizzazione abbia causato la chiusura di molte di queste manifatture.
Il turismo è legato principalmente alla presenza del Santuario della Madonna della Bozzola. Anche la presenza del maggiore complesso di divertimento della zona attira, specie nel periodo estivo, un notevole numero di turisti. La concentrazione di attività ricreative fin dagli anni sessanta ha reso noto il paese con il nome popolare di "Las Vegas della Lomellina" o "Las Vegas della Lombardia".

## Amministrazione
| Periodo        | Periodo        | Primo cittadino         | Partito                                                                      | Carica  | Note |
| -------------- | -------------- | ----------------------- | ---------------------------------------------------------------------------- | ------- | ---- |
| 6 giugno 1993  | 27 aprile 1997 | Luciano Panzarasa       | lista civica di centro-destra                                                | sindaco |      |
| 27 aprile 1997 | 13 maggio 2001 | Luciano Panzarasa       | lista civica di centro-destra                                                | sindaco |      |
| 13 maggio 2001 | 29 maggio 2006 | Enzo Maria Spialtini    | lista civica di centro-sinistra                                              | sindaco |      |
| 29 maggio 2006 | 16 maggio 2011 | Enzo Maria Spialtini    | lista civica di centro-sinistra                                              | sindaco |      |
| 16 maggio 2011 | 5 giugno 2016  | Pietro Francesco Farina | Il Popolo della Libertà Forza Italia Lega Nord lista civica Noi per Garlasco | sindaco |      |
| 5 giugno 2016  | 4 ottobre 2021 | Pietro Francesco Farina | Forza Italia Lega Nord lista civica Noi per Garlasco                         | sindaco |      |
| 4 ottobre 2021 | in carica      | Simone Molinari         | Forza Italia Lega Nord lista civica Noi per Garlasco futura                  | sindaco |      |

## Sport

### Pallavolo
La più rilevante società sportiva presente a Garlasco è il Volley2001Garlasco, ovvero la società di pallavolo, in cui sono presenti squadre maschili e femminili. La prima squadra femminile milita in serie B1, mentre la maschile in serie B (in seguito alla retrocessione dalla serie A3 nella stagione 2023-2024).

### Calcio
La società di calcio più importante della città è l'F.C. Garlasco, rinata nel 1976. Le stagioni 2011-2012 e 2012-2013 in Eccellenza, rappresentano la massima categoria raggiunta finora (1976-2021). I colori sociali della squadra sono il giallo-blu. Nel primo decennio degli anni 2000 è stato fondato il San Rocco Garlasco, che passato dal campionato provinciale alla Terza Categoria, ha poi cambiato campo di gara, quindi paese.

## Galleria d'immagini

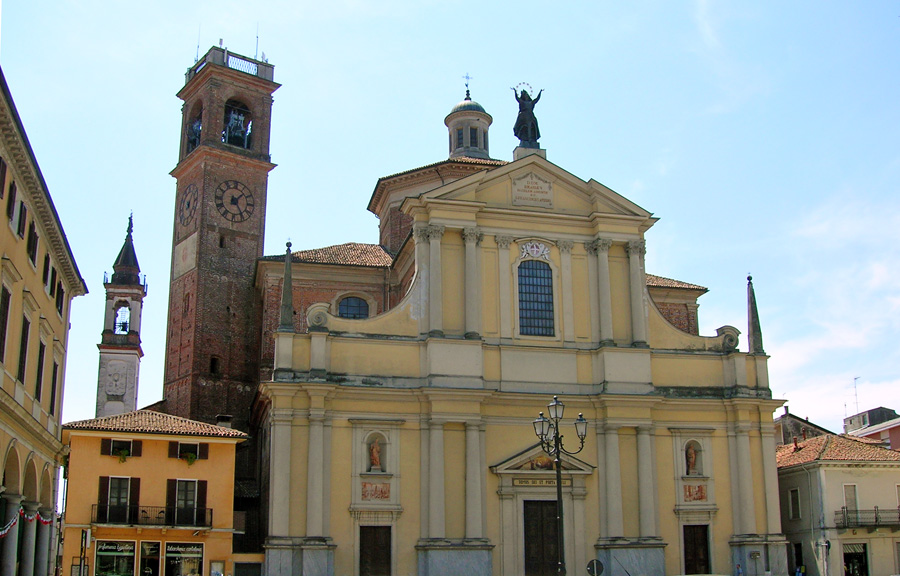
Chiesa parrocchiale
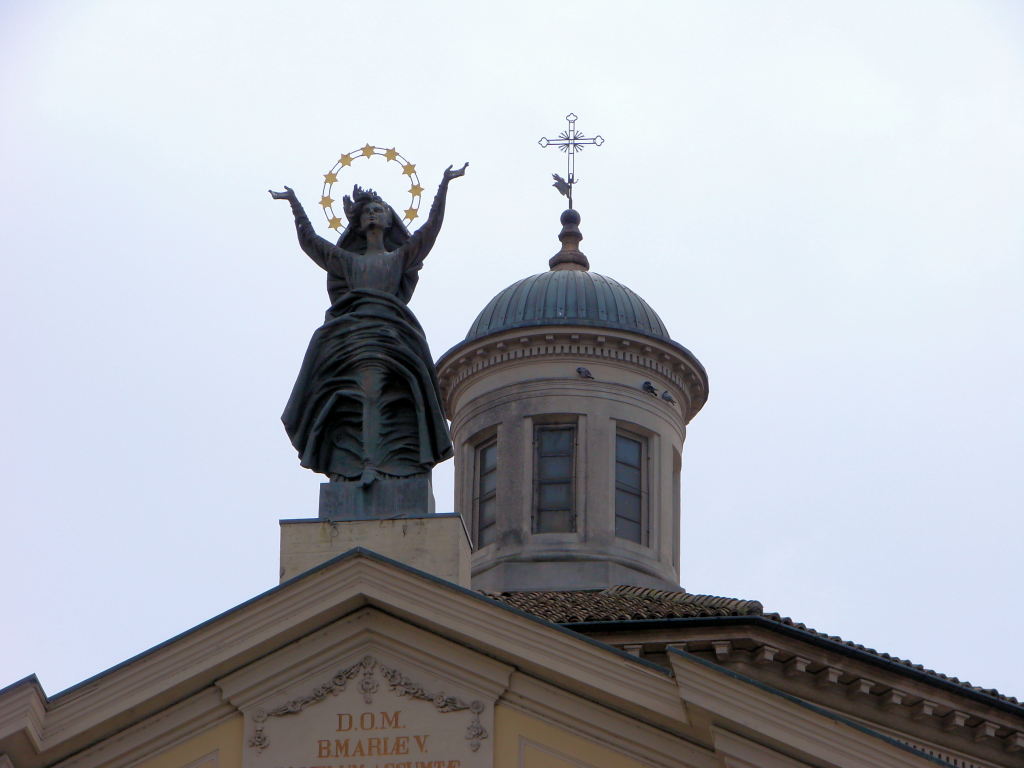
Madonna posta sulla Chiesa di Santa Maria
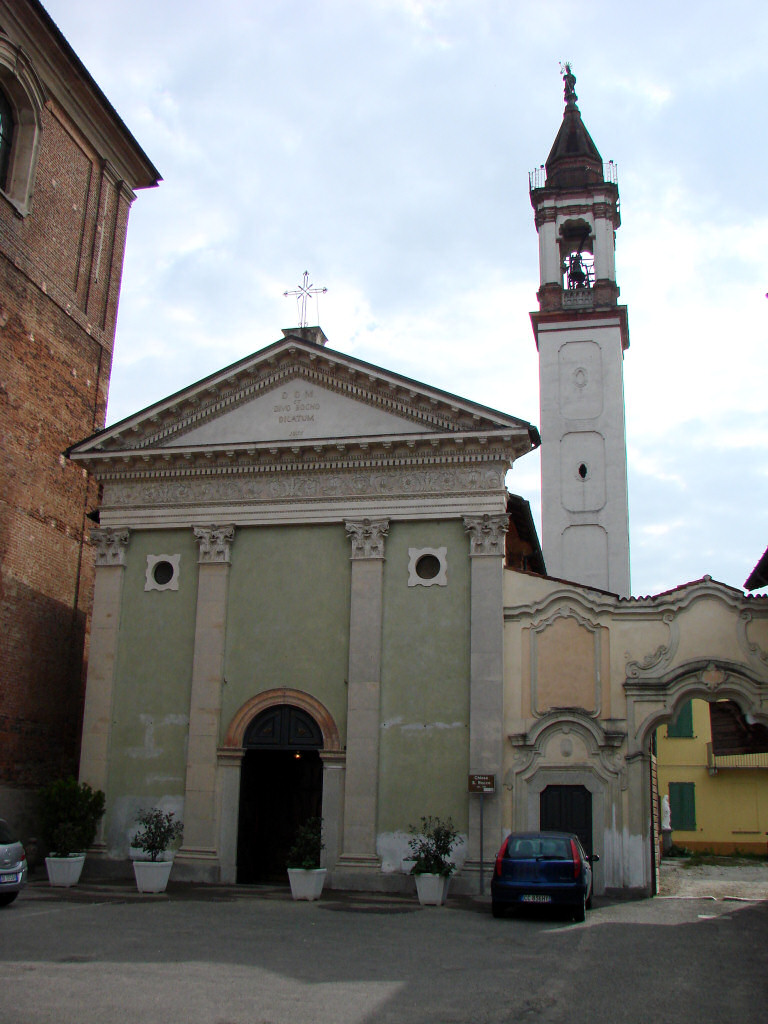
Facciata della Chiesa di San Rocco
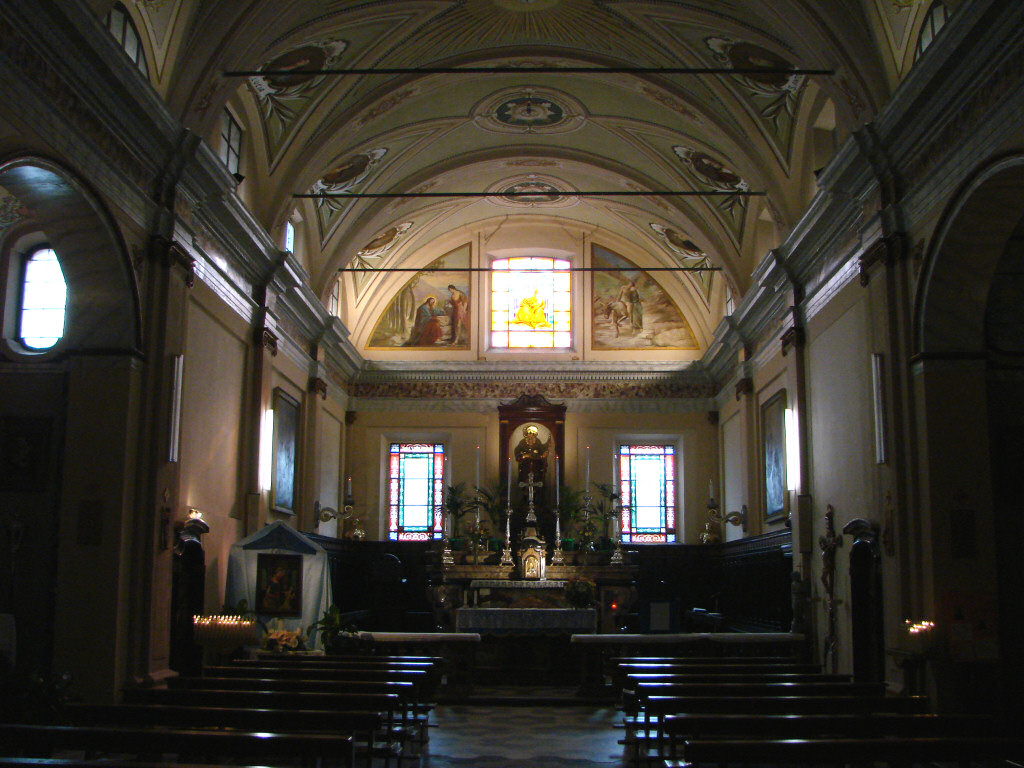
Interno della Chiesa di San Rocco
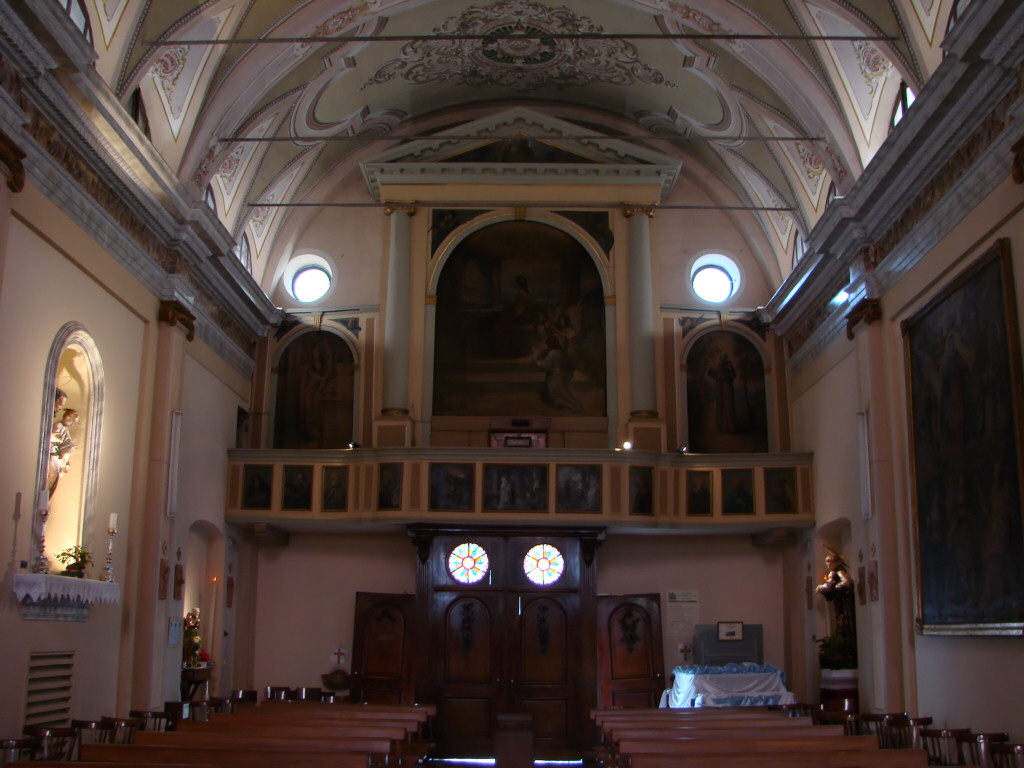
Controfacciata della Chiesa di San Rocco
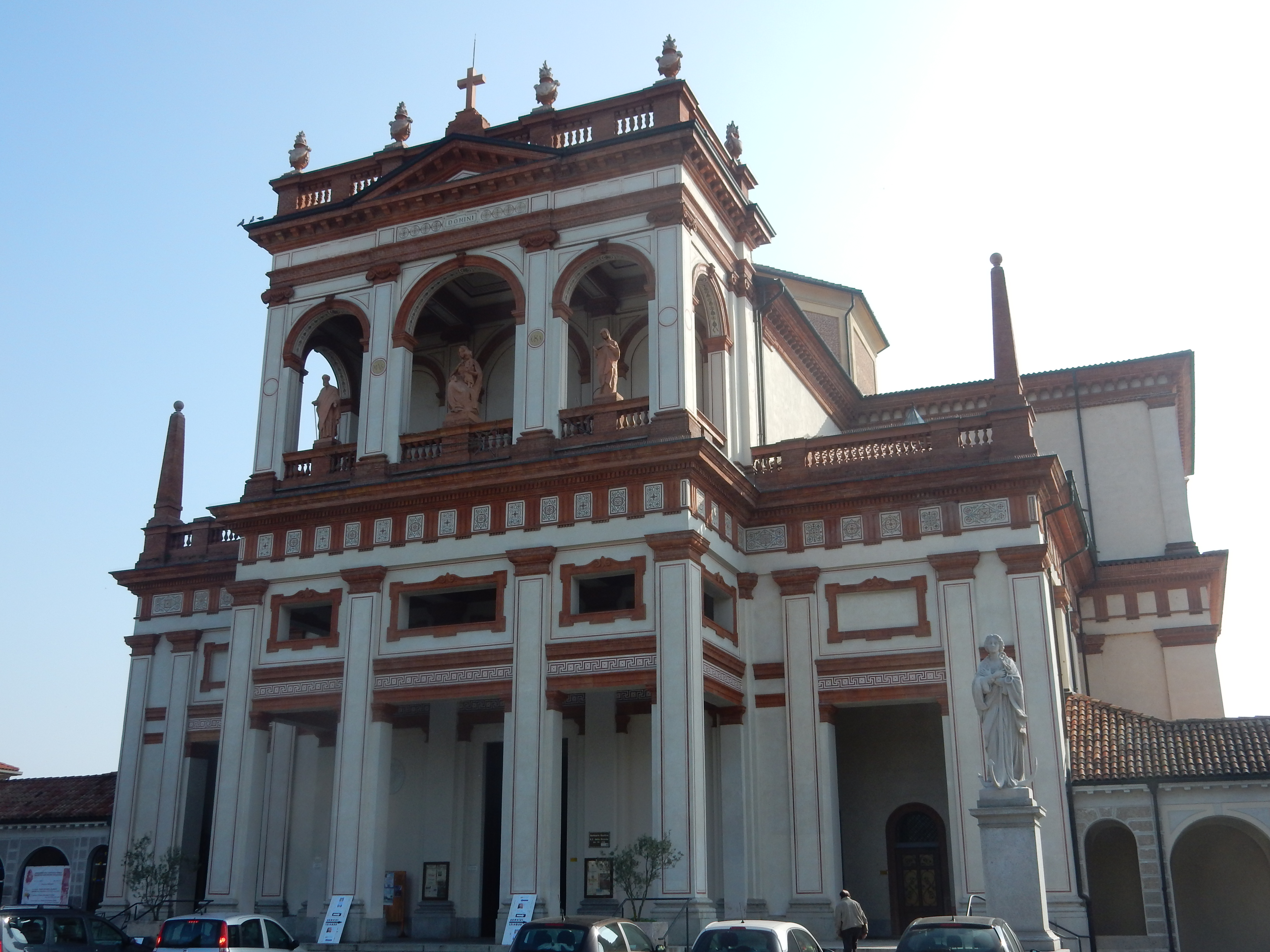
Santuario della Madonna della Bozzola